# Uvaria leptocladon
Uvaria leptocladon este o specie de plante angiosperme din genul Uvaria, familia Annonaceae, descrisă de Daniel Oliver. A fost clasificată de IUCN ca specie cu risc scăzut.

## Subspecii
Această specie cuprinde următoarele subspecii:
- U. l. leptocladon
- U. l. septentrionalis